# Tuyển trạch viên

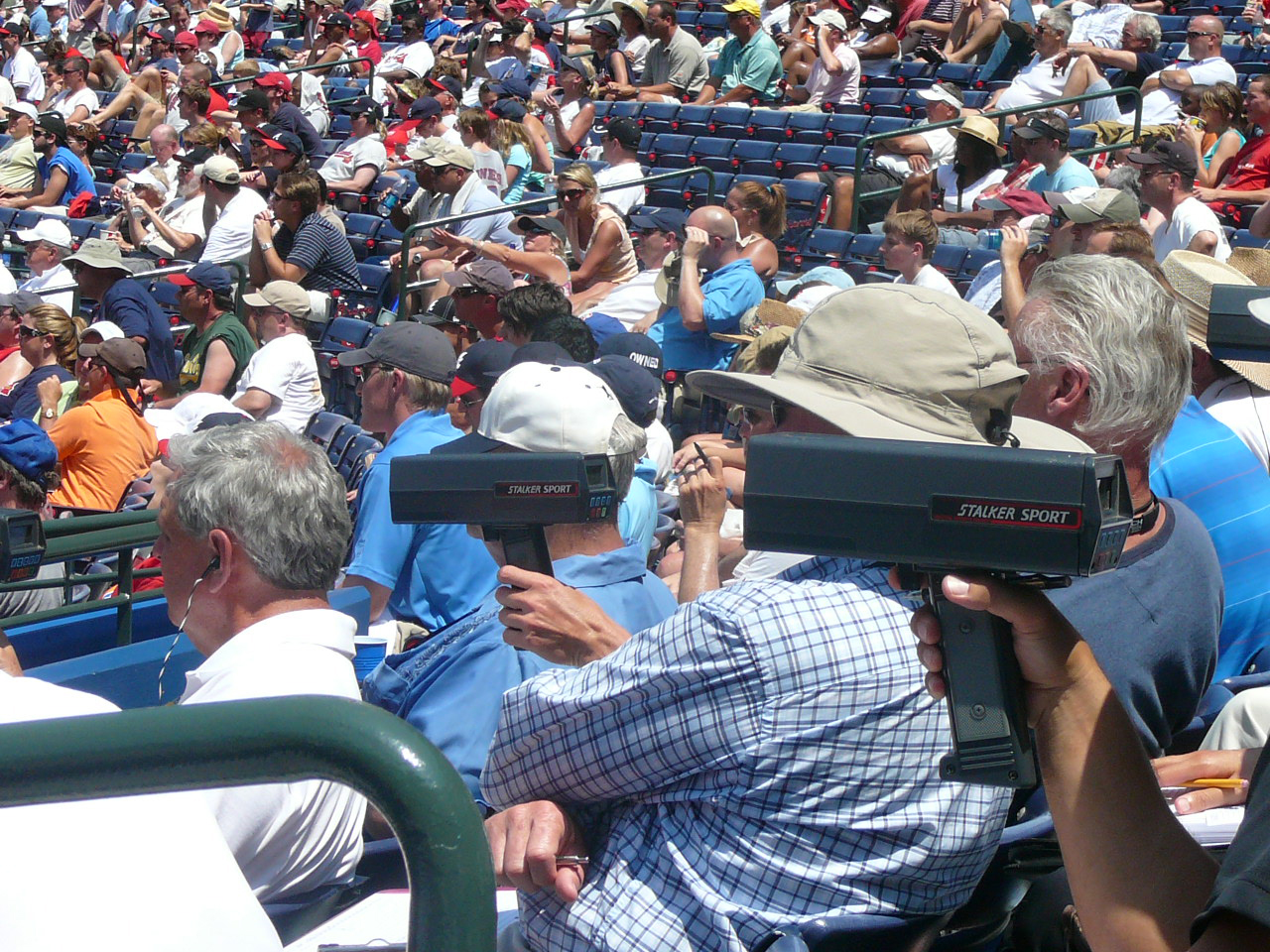
Các tuyển trạch viên bóng chày đang sử dụng súng bắn tốc độ tại một trận đấu diễn ra ở sân vận động Turner Field, Hoa Kỳ năm 2008

Trong các môn thể thao chuyên nghiệp thì tuyển trạch viên (tiếng Anh: scout) thực hiện công việc đánh giá các vận động viên tiềm năng, chuyên đi khắp nơi với mục đích theo dõi các vận động viên thi đấu những môn thể thao đã chọn và xác định xem tập hợp các kỹ năng và tài năng của họ có đại diện cho những gì mà đội của tuyển trạch viên đang cần hay không.